# El Rebollusu
El Rebollusu (spanisch Rebolloso) ist ein Weiler in der Parroquia Pola de Laviana der Gemeinde Laviana in der autonomen Gemeinschaft Asturien in Spanien.

## Geographie
El Rebollusu ist ein Weiler mit einem Einwohnern (2011). Er liegt auf 555 m. El Rebollusu ist 3,3 Kilometer von Pola de Laviana, dem Hauptort der Gemeinde Laviana, entfernt.

## Wirtschaft
Der Weiler besteht aus einem landwirtschaftlichen Betrieb, der jedoch nur noch im Nebenerwerb genutzt wird. Nachdem der Weiler mehrere Jahre unbewohnt und dem Verfall preisgegeben war, ist 2007 wieder jemand fest dort eingezogen und versucht den Weiler zu erhalten.

Land- und Forstwirtschaft sowie der Abbau von Kohle und Eisen haben die Region seit Jahrhunderten geprägt.

## Klima
Angenehm milde Sommer mit ebenfalls milden, selten strengen Wintern. In den Hochlagen können die Winter durchaus streng werden.